# تغير المناخ في فرنسا

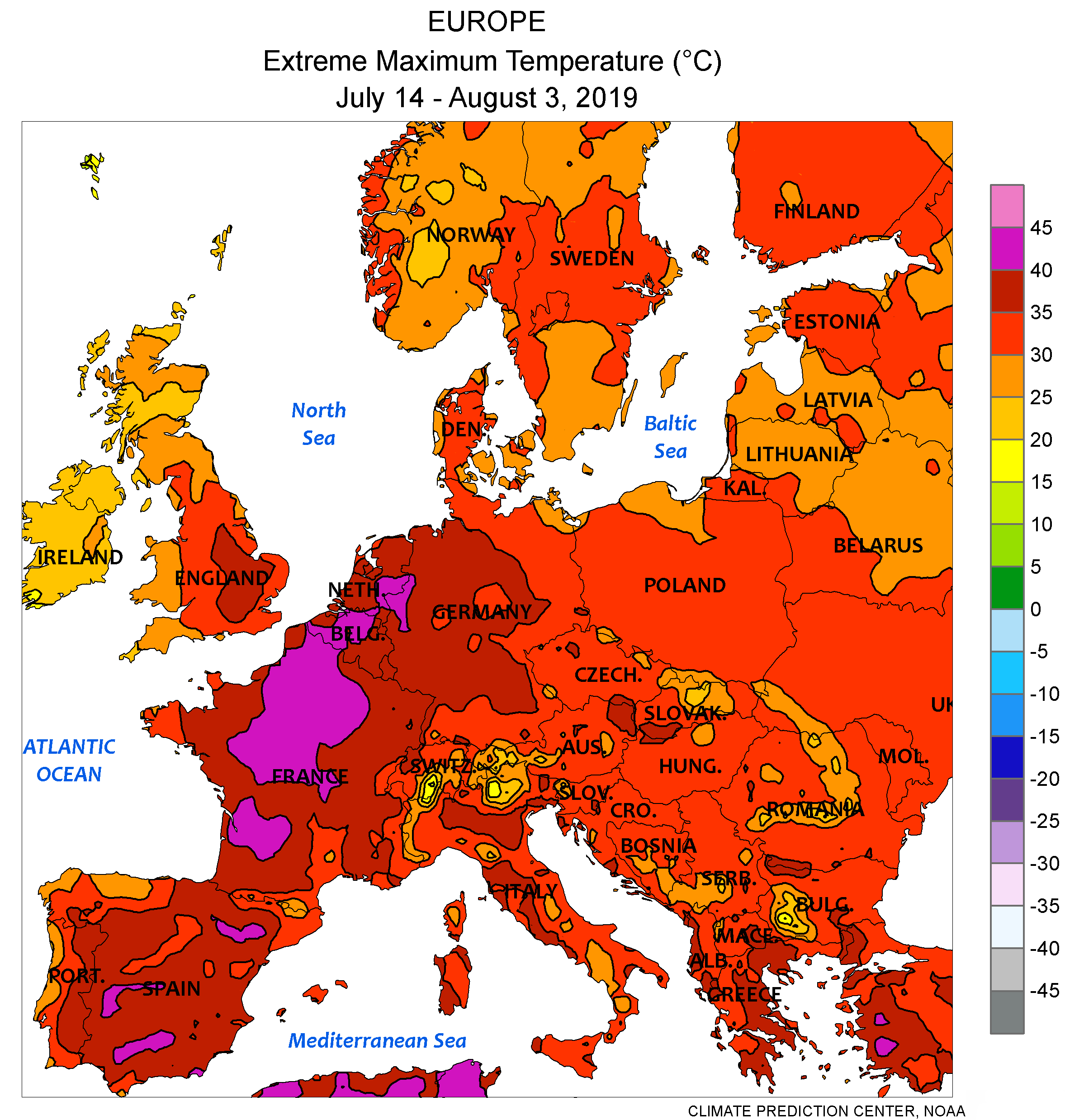
أثرت موجة الحر الأوروبية في يوليو 2019 على فرنسا بشدة، إذ تجاوزت درجات الحرارة 40 درجة مئوية.

تسبب تغير المناخ في فرنسا في حدوث بعض أعظم الزيادات السنوية في درجات الحرارة المسجلة في بلدان أوروبا. سجلت موجة الحر لعام 2019 درجات حرارة قياسية بلغت 45.9 درجة مئوية (114.6 درجة فهرنهايت). من المتوقع أن تزداد موجات الحر وغيرها من الظواهر الجوية المتطرفة مع استمرار تغير المناخ. تشمل الآثار البيئية المتوقعة الأخرى زيادة الفيضانات، بسبب ارتفاع مستوى سطح البحر وزيادة ذوبان الأنهار الجليدية. ستؤدي هذه التغييرات البيئية إلى مزيد من التحولات في النظم البيئية وتؤثر على الكائنات الحية المحلية، ما قد يؤدي إلى خسائر اقتصادية في قطاعي الزراعة ومصائد الأسماك على سبيل المثال.
وضعت فرنسا قانونًا يقضي بخفض انبعاثات غازات الدفيئة في الغلاف الجوي حتى الصفر (محايدة الكربون) بحلول عام 2050. تلقت الحكومة الفرنسية مؤخرًا انتقادات لعدم بذلها ما يكفي لمقاومة تغير المناخ، وأدينت في المحكمة في عام 2021 لجهودها غير الكافية.

## التأثيرات على البيئة الطبيعية
يؤدي الارتفاع الحالي في درجات الحرارة إلى تغيير البيئة الطبيعية في فرنسا، من زيادة هطول الأمطار خلال الربيع والشتاء إلى موجات الحرارة وذوبان الأنهار الجليدية السريع. من المتوقع أن تزداد كل هذه التأثيرات مع ارتفاع درجة الحرارة.

### التغيرات في درجات الحرارة والطقس
ارتفع متوسط درجة الحرارة السنوية في فرنسا خلال القرن العشرين بمقدار 0.95 درجة مئوية. وفي الوقت نفسه، ارتفع متوسط درجة الحرارة السنوية العالمية بمقدار 0.74 درجة مئوية في أثناء نفس الفترة الزمنية. ما يعني أن فرنسا شهدت زيادة في متوسط درجة الحرارة أعلى بنحو 30% مقارنةً بمتوسط ارتفاع درجة الحرارة العالمية. إذا استمر هذا الاتجاه حتى الوقت الذي يرتفع فيه متوسط درجة الحرارة العالمية حتى 2 درجة مئوية، سيرتفع متوسط درجة الحرارة في فرنسا نحو 3 درجات مئوية. في الوقت الحاضر، أصبحت فصول الصيف الأدفئ والشتاء الأبرد بالفعل أكثر وضوحًا ما أدى إلى زيادة بنسبة 5-35% في هطول الأمطار في الخريف والشتاء بالإضافة إلى انخفاض هطول الأمطار في الصيف، وقد يؤدي الأخير، بالإضافة إلى زيادة درجة الحرارة، إلى زيادة مخاطر حالات الجفاف الشديدة. شهد الجزء المتوسطي من البلاد زيادة بنحو 0.5 درجة مئوية لكل عقد في الفترة 1979-2005، ما جعله جزء البلاد الذي يشهد أعلى زيادة في درجة الحرارة وأعلى انخفاض في هطول الأمطار السنوي، باستثناء جبال الألب.
يعد ارتفاع درجة الحرارة في جبال الألب الفرنسية أكثر اتساعًا مما هو عليه في بقية البلاد، ويقترب بالفعل من متوسط زيادة 2 درجة مئوية مقارنةً بقيمته في أثناء الثورة الصناعية وشهد زيادة متسارعة في العقود القليلة الماضية.

### النظم البيئية
تنتمي أكثر من نصف الأراضي في فرنسا إلى مناطق زراعة أو حضرية، والتي تعد عمومًا أنظمة بيئية فقيرة ومتنوعة بيولوجيًا. تعد الغابات أكثر النظم البيئية التي تنمو طبيعيًا. تخضع نحو 27% من الأراضي و36% من البيئات البحرية في فرنسا إلى شكل من أشكال الحماية، مثل ناتورا 2000 أو توجيه الموائل. تهدف خطط الحفظ الحالية لمساعدة الكائنات الحية والنظم البيئية الموجودة على مواجهة تغير المناخ، إلى تقليل أي أشكال أخرى من الضغط مثل التدخل البشري لتعزيز مرونة تلك النظم البيئية بالإضافة إلى إنشاء المزيد من المناطق المحمية ووضع قواعد وتشريعات وإدارة صارمة.

## التأثيرات على الناس

### التأثيرات الاقتصادية

#### الزراعة
من المتوقع أن يؤدي تغير المناخ إلى فصول صيف أطول وأكثر دفئًا وأقل هطولًا للأمطار في فرنسا، ما سيؤثر بشدة على العديد من المحاصيل المستخدمة في الزراعة. بسبب الطقس الأدفئ، سيكون التبخر أعلى وسيكون من المتوقع هطول أمطار أقل. ونظرًا لأن معظم المحاصيل المزروعة حاليًا في فرنسا حساسة إلى حد ما للجفاف، فمن المحتمل أن تكون هناك حاجة أكبر للري، ما يؤدي إلى ارتفاع تكلفة إنتاج المحاصيل. يمكن أن تؤدي الظواهر الجوية المتطرفة والجفاف أيضًا إلى القضاء على غلة المحاصيل لبعض السنوات. يقصر الطقس الدافئ مراحل نمو المحاصيل، رغم أنه يطيل موسم النمو، وبالتالي تختبر المحاصيل مثل البذور الزيتية والحبوب مرحلة أقصر لملء الحبوب، ما ينتج عنها حجم أصغر. يعني الحجم الأصغر أيضًا حجم محصول أقل، ما يؤدي إلى الحاجة إلى توسيع الزراعة الحالية أو استيراد محصول إضافي.
ستتأثر الثروة الحيوانية أيضًا بالمناخ الأدفئ. ستزداد حاجة الحيوانات المحبوسة لأنظمة تهوية وتبريد، وستحتاج الحيوانات الطليقة إلى مأوى للحماية من أشعة الشمس في أثناء الرعي، ويحتمل أن تحتاج إلى توفر إمدادات مياه أعلى، ما يؤدي إلى زيادة تكلفة الإنتاج. قد يكون التأثير الأكبر على الإنتاج الحيواني بسبب تقليل غلة العلف. سيؤدي الطقس الأكثر دفئًا إلى تغيير النمو الموسمي، مقللًا غلة الصيف، في حين يزيد على الأرجح محاصيل الربيع والخريف، ما يؤدي إلى توافر العلف المنحرف والمتغير. نظرًا لتأثيرات تغير المناخ على الثروة الحيوانية، وتأثير الثروة الحيوانية على تغير المناخ، قد يكون من الضروري إعادة التفكير في نظام الثروة الحيوانية.

### التأثيرات الصحية
تعد فرنسا إحدى أكثر الدول تضررًا من موجات الحر الأوروبية. توفي 15,000 شخص تقريبًا بسبب درجات الحرارة المرتفعة في أثناء موجة الحر عام 2003، إذ بلغت درجة حرارة أجزاء كبيرة من فرنسا أكثر من 40 درجة مئوية (104 درجة مئوية). حتى ذلك العام، قلل من أهمية أحداث الموجة الحارة باعتبارها تهديدًا للصحة العامة الفرنسية. ومنذ ذلك الحين، اتخذت السلطات المحلية تدابير لتكون أكثر استعدادًا. بلغ عدد الوفيات في موجات الحر عامي 2018 و2019، رغم ارتفاع الحرارة في عام 2019 حتى 45.9 درجة مئوية (114.6 درجة فهرنهايت)، نحو 1500 شخص كل عام. ومع تغير المناخ، يكون من المتوقع ازدياد حدة موجات الحر وتكرارها في فرنسا، وزيادة عدد الوفيات معها.
يحتمل أن فرنسا قللت من أهمية الوفيات بسبب تلوث الهواء. قدرت الوفيات المبكرة بسبب الأمراض الرئوية والسكتات الدماغية سابقًا بنحو 16,000 حالة وفاة سنويًا، وفي الآونة الأخيرة، وصل عدد الوفيات المبكرة بسبب مستويات الجسيمات (PM2.5) وأكسيد النيتروس (NO2) والأوزون (O3) حتى ما يزيد عن 40,000 شخص سنويًا. يؤثر تغير المناخ على تدفق ملوثات الهواء وتطورها ويرجح أن يقلل من الصحة العامة للسكان، رغم صعوبة التنبؤ بالتأثيرات الدقيقة.
يؤدي المناخ الدافئ، مثل المناخ الناجم عن تغير المناخ، إلى خطر يتمثل في زيادة الأمراض المنقولة مثل الحمى الصفراء، وحمى الضنك، والملاريا وداء الليشمانيات، وهو مرض ينتقل عن طريق ذبابة الرمل، يوجد حاليًا فقط في منطقة البحر الأبيض المتوسط، ولكن يمكن أن ينتشر شمالًا بسبب المناخ الدافئ. رغم أن المناخ الدافئ يهيئ ظروف أكثر ملاءمة للنواقل، فإن التأثيرات الدقيقة أو مدى الانتشار يعتمدان أيضًا على عوامل مثل الحالة الاجتماعية والاقتصادية واستخدام الأراضي بالإضافة إلى العلاجات المتاحة.